# Svarttjärnen (Nordmalings socken, Ångermanland, 707042-167883)
Svarttjärnen är en sjö i Nordmalings kommun i Ångermanland och ingår i Leduåns huvudavrinningsområde.